# Didier Dinart
Didier Dinart (Pointe-à-Pitre, 18 de janeiro de 1977) é um ex-handebolista profissional francês, bicampeão olímpico.